# Schlussakkord (Band)
Schlussakkord ist eine Deutschrock-Band aus Jena. Sie steht derzeit beim Label Metalville unter Vertrag.

## Bandgeschichte
Schlussakkord wurde 2005 unter dem Namen Mental Hospital von Sänger Christopher und Gitarrist Poree gegründet. Die beiden spielten bereits in der Coverband No Instinct zusammen, wo sie sich an englischen und deutschen Rock- und Punkklassikern versuchten. Mit den Jahren gab es mehrere Line-up-Wechsel. 2013 erschien das Debütalbum Zum Siegen verdammt im Eigenvertrieb. Im Nachgang trat Poree aus der Band aus. Mit seinem Nachfolger Rico wurde die EP Unsere Worte – unsere Lieder eingespielt, die ebenfalls im Eigenvertrieb erschien.
Kurz vor Veröffentlichung des zweiten Albums Spieler oder Bauer erfolgte die Umbenennung  in Schlussakkord. Das Album erschien schließlich am 15. Februar 2018 zwar wieder als Eigenproduktion, allerdings im Vertrieb von Soulfood, die auch das Management übernahmen. 2018 trat die Band außerdem auf dem G.O.N.D. auf sowie als Support für Goitzsche Front und Unantastbar.
Am 5. Juni 2020 erschien das Album Spiegelbild der Zeit über das Label Rookies & Kings. Mit ihm erreichte die Band Platz 57 der deutschen Albencharts.

## Musikstil
Musikalisch spielt Schlussakkord Deutschrock im Stile von Kärbholz, Goitzsche Front, Böhse Onkelz oder Frei.Wild.

## Diskografie

### Als Mental Hospital
- 2013: Zum Siegen verdammt (Eigenproduktion)
- 2014: Unsere Worte – unsere Lieder (Eigenproduktion)

### Als Schlussakkord
Alben
- 2018: Spieler oder Bauer (Eigenproduktion/Soulfood)
- 2020: Spiegelbild der Zeit (Rookies & Kings)

Singles
- 2020: Anti Arschkriecher
- 2020: Mit Flammen in den Augen
- 2020: Asche & Verderben